# Centrale nucleare di Fangjiashan
La centrale nucleare di Fangjiashan è una centrale nucleare cinese situata presso la provincia dello Zhejiang. La centrale è composta da 2 reattori CPR1000 da 1000 MW. L'impianto è vicino ad un'altra centrale, quella di Qinshan, di cui si può considerare una naturale estensione.